# 官渡镇 (重庆市)
官渡镇，是中华人民共和国重庆市合川区下辖的一个乡镇级行政单位。

## 行政区划
官渡镇下辖以下地区：
官渡社区、铺坝村、兴胜村、通庙村、断桥村、梭子村、方碑村、福寿村和菊星村。